# فاکس لیک (ایلینوی)
فاکس لیک (به انگلیسی: Fox Lake) یک منطقهٔ مسکونی در ایالات متحده آمریکا است که در ایلینوی واقع شده‌است. فاکس لیک ۲۴٫۲۹ کیلومتر مربع مساحت و ۱۰٬۵۷۹ نفر جمعیت دارد و ۲۲۴٫۰۳ متر بالاتر از سطح دریا واقع شده‌است.